# Kamelringen

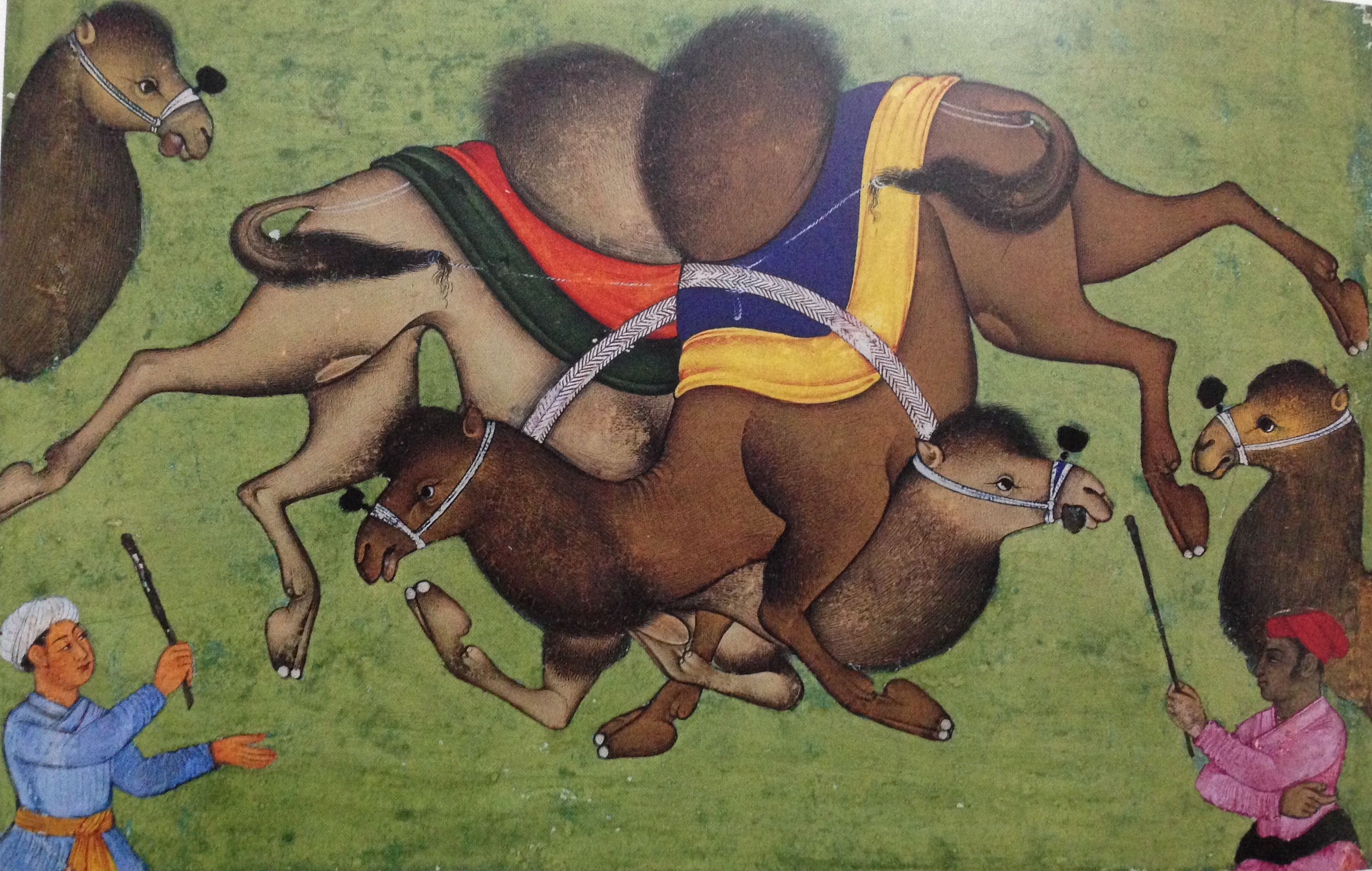
Kämpfende Kamele. Mogulmalerei um 1680. Bibliothèque nationale de France, Paris

Kamelringen (türk. Deve güreşi) ist der traditionelle Kamelkampf in Westanatolien. Diese ursprünglich möglicherweise yörükische Tradition ist seit osmanischer Zeit belegt. Das Kamelringen findet nur in den Provinzen südlich des Marmarameeres in der Ägäisregion und südöstlich bis Antalya statt, im Rest Anatoliens ist es nicht üblich. Es gibt mehrere bekannte Festivals, eines der beliebtesten ist das von Selçuk nahe der alten Stadt Ephesus.

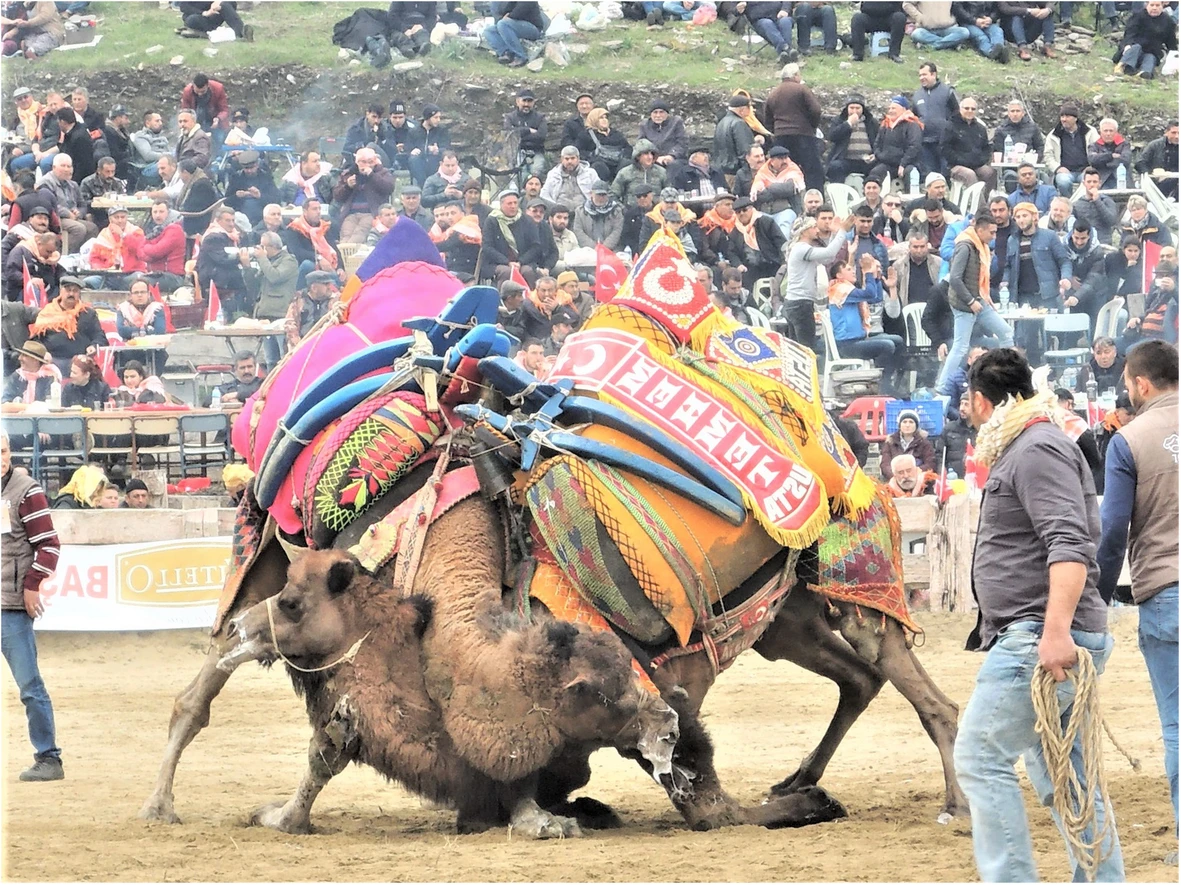
Ringende Kamele in Selçuk, 2018

Die Kampfkamele (türk. tülü) sind Kamel-Hybride aus dem zweihöckrigen Trampeltier väterlicherseits und dem einhöckrigen Dromedar mütterlicherseits. Die Tiere werden heutzutage meist aus verschiedenen westasiatischen Ländern, wie dem Iran oder den Golfstaaten, eingeführt, obwohl 1988 in der südwesttürkischen Provinz Denizli die erste kommerzielle Kamelfarm gegründet wurde, in der bis heute Tiere für das Kamelringen gezüchtet werden.

## Wettkampf
Die Kämpfe finden immer in der Brunftzeit der Kamele, also in den Wintermonaten statt, vornehmlich zwischen Januar und März.
Am Tag vor dem Wettkampf werden die Kamele traditionell geschmückt und – musikalisch begleitet mit Zeybek-Melodien von Davul und Zurna – vorgeführt. Der Wettkampf selbst wird in einer Art offener, sandiger Arena außerhalb der Stadt ausgetragen und nimmt Züge eines Volksfestes an, wobei die Zuschauer, oft Familien, gleichzeitig Fleisch grillen und den ortsüblichen Rakischnaps trinken.
Bei dem Wettkampf treten zwei männliche Kamele gegeneinander an, während sich eine Kamelstute in der Nähe befindet. Auch die Größe des Kampfplatzes ist nicht festgelegt. Bei jedem Kampf ist ein Schiedsrichtertrio anwesend. Den Kamelen wird das Maul zugebunden. Diese Aufgabe fällt den sogenannten „Bindern“ (bağlayıcılar) zu. Die Kontrolle darüber obliegt dem Schiedsgericht. Die Aufgabe, im Bedarfsfall einzuschreiten und die Tiere zu trennen, übernehmen die urgancı, die Seilhalter. Die Kamelbesitzer selbst nennt man mit dem (ursprünglich persischen) Wort savran.
Sieger ist das Kamel, das den Widersacher abdrängt, zum Schreien bringt oder niederringt. Die Kamelbesitzer können den Kampf jederzeit abbrechen und damit aufgeben. Sie werfen dazu das Festhalteseil in die Mitte. Dann werden die Kamele mit Seilen getrennt. Die durchschnittliche Kampfdauer beträgt fünf Minuten.

## Kritik
Manche türkische Tierschutzgruppen bezeichnen den Wettkampf als Tierquälerei und möchten ihn verbieten lassen; die Kamelhalter weisen ihrerseits darauf hin, dass den Kamelen bei dem Kampf keinerlei Leid geschehe und keine Verletzungen vorkommen. Das türkische Gesetz verbietet zwar ausdrücklich „Tiere gegeneinander kämpfen zu lassen“ (Hunde- und Hahnenkämpfe sind illegal), erlaubt aber eine Ausnahme für „traditionelle Schauspiele zu Folklorezwecken, bei denen keine Gewalt angewendet wird“, worunter nach Ansicht der Veranstalter der Kamelkampf fällt.